# 自動車競走大会 (1925年6月)
1925年（大正14年）6月の自動車競走大会は、日本の愛知県名古屋市において開催された四輪自動車レースである。日本自動車競走大会の第7回大会にあたる。

## 概要
日本自動車競走大会としては、名古屋では初の開催で、関東地方以外での開催は、1923年（大正12年）7月に大阪で開催された第3回大会に続く、2例目となる。
東京から遠征した一行は行きは鉄道で車両を輸送し、帰りは各自がレースで使用した車両で自走して東京まで帰っていった。第3回大会とは異なり、今回は関西地方からの参加者や現地の参加者はなく、関東からの遠征組のみで競走が行われた。
興行としては、日曜日に開催された1日目はすこぶる盛況であったと伝えられている

## 会場
会場となった名古屋東練兵場（陸軍第3師団）について、当時の新聞では、自動車操縦技術向上の意味から陸軍省が練兵場の使用を許可したと報じられている。
遠征であることから、中区松枝町の東邦自動車学校に大会開催の仮事務所が置かれた。

## エントリーリスト
| 車番  | ドライバー | 車両名           | 補足 |
| ----- | ---------- | ---------------- | --- |
| 3     | 内山駒之助 | ホール・スコット | |
| 5     | 関根宗次   | プレミア         | |
| 7     | 藤本軍次   | ハドソン         | |
| 9     | 澤口       | オークランド     | |
| 14    | 森田一郎   | ピアース・アロー | |
| 18    | 中村       | チャンドラー     | |
| 21    | 榊原真一   | アート・カーチス | アート商会からは2台中1台のみ遠征するということが事前に予告されており、アート・ダイムラーは遠征に参加しなかった。 |
| 22    | 石川元吉   | キャデラック     | |
| 出典: |            |                  | |

## 各レースの1着
| レース (距離)          | 車番  | ドライバー | 車両の登録名（車両名） | タイム | 内容                                  | 出典              |
| 1日目                  | 1日目 | 1日目      | 1日目                  | 1日目  | 1日目                                 | 1日目             |
| ---------------------- | ----- | ---------- | ---------------------- | ------ | ------------------------------------- | ----------------- |
| 第1回（3マイル）       | 14    | 森田一郎   | ピアース・アロー       |        | 2着・藤本                             | [ 3 ]             |
| 第2回                  |       | （不明）   |                        |        |                                       |                   |
| 第3回                  | 5     | 関根宗次   | プレミア               |        |                                       | [ 3 ]             |
| 第4回                  |       | （不明）   |                        |        |                                       |                   |
| 第5回                  |       | （不明）   |                        |        |                                       |                   |
| 第6回                  |       | （不明）   |                        |        |                                       |                   |
| 第7回（B級・10マイル） | 18    | 中村       | チャンドラー           |        | 2着・森田、3着・澤口                  | [ 4 ] [ 6 ]       |
| 第8回（A級・20マイル） | 7     | 藤本軍次   | ハドソン               | 17:09  | 下記の「#決勝レース (1日目)」を参照。 | [ 4 ] [ 6 ] [ 3 ] |
| 2日目※                 |       |            |                        |        |                                       |                   |
| 第1回                  |       | （不明）   |                        |        |                                       |                   |
| 第2回                  |       | （不明）   |                        |        |                                       |                   |
| 第3回                  |       | （不明）   |                        |        |                                       |                   |
| 第4回（5マイル）       | 14    | 森田一郎   | ピアース・アロー       |        |                                       | [ 3 ]             |
| 第5回                  |       | （不明）   |                        |        |                                       |                   |
| 第6回                  |       | （不明）   |                        |        |                                       |                   |
| 第7回                  |       | （不明）   |                        |        |                                       |                   |
| 第8回                  |       | （不明）   |                        |        |                                       |                   |

- ※ 2日目のレース数は不明。関根宗次が優勢で決勝レースを含む4レースで1着、森田が第4レースを含む2レースで1着、藤本、榊原、中村がそれぞれ1レースで1着を獲得したと伝えられている[3]（そのため8レースあったらしいことは判明している）。

## 決勝レース (1日目)
決勝レースは20マイルで争われ、5名のドライバーが参戦した。
| 順位  | 車番 | ドライバー | 車両         | 周回数 | タイム/リタイア原因 |
| ----- | ---- | ---------- | ------------ | ------ | ------------------- |
| 1     | 7    | 藤本軍次   | ハドソン     | 15     | 17:09               |
| 2     | 22   | 石川元吉   | キャデラック | 15     | 17:12.2             |
| 3     | 5    | 関根宗次   | プレミア     | 15     |                     |
| 出典: |      |            |              |        |                     |

## 決勝レース (2日目)
決勝レースは20マイルで争われ、このレースにはファイヤストンカップが掛けられた。
| 順位  | 車番 | ドライバー | 車両         | 周回数 | タイム/リタイア原因 |
| ----- | ---- | ---------- | ------------ | ------ | ------------------- |
| 1     | 5    | 関根宗次   | プレミア     | 15     | 18:26.5             |
| 2     | 7    | 藤本軍次   | ハドソン     | 15     | 19:41.2             |
| DSQ   | 22   | 石川元吉   | キャデラック | 15     |                     |
| 出典: |      |            |              |        |                     |